# Exegesi de l'ànima
L'Exegesi de l'anima és un text, que pertany als Manuscrits de Nag Hammadi. L'ensenyança, enèrgicament gnòstica, tracta sobre el descens i ascens de l'anima. L'Exegesi de l'anima és el setè text del Còdex II dels Manuscrits de Nag Hammadi, conservat en el Museu Copte del Caire. És precedit per l'Evangeli apòcrif de Joan, els evangelis de Tomàs i Felip, la Hipòstasi dels Arconts i l'Escrit sense títol Sobre l'origen del món. El text està escrit en sahídic, un dialecte de la llengua copta, però la llengua de la composició podria ser el grec. L'Exegesi de l'ànima fou escrita en un ambient hel·lenitzat, com indica l'ús de tècniques filosòfiques i retòriques gregues. També es caracteritza per una religiositat gnòstica emergent. Probablement fou escrit a Alexandria en la primera mitat del segle ii, i és una font molt preuada d'informació sobre els orígens tant del gnosticisme com del cristianisme alexandrí. La relació entre l'aspecte no cristià del mite que està en el nucli del text, i el cristianisme obvi de l'escriptor en el context, estan curosament tractats. El text representa el pas suau del gnosticisme pre-Valentinià a la integració del platonisme i el cristianisme alexandrí. Per això, caldria datar-lo entre els anys 120 i 135 dC.
És també extraordinària la llum que ofereix el text per comprendre el Cristianisme, especialment respecte a l'entorn dels erudits d'Alexandria, on les idees de tota classe podien barrejar-se, i el sincretisme consecutiu era acceptat en aquells moments. Aquest text, estèticament atractiu en si, també conte informació valuosa sobre el seu lloc d'origen.

## Contingut
La història comença amb el descens de l'ànima de sexe femení, des del seu estat pur al món, on cau a les mans de bandolers, i és insultada i abusada per ells (127:25-128:4). Perd la seva virginitat i és enganyada amb mentides. Però el mal va a pitjor: després de deixar els bandolers, vaga d'amant mal tractada a amant, mal tractadora, i és deixada completament sola. Els seus intents de penediment fallen fins que el Pare se n'adona (131: 16), la purifica, i la protegeix de les agressions (131: 19-132: 2). Llavors l'envia al seu marit legítim del cel. Després que ell i l'anima estan espiritualment casats (132: 27-133: 6), el Pare regenera l'ànima, permeten que ella recuperi la seva joventut i bellesa. Aquesta regeneració és la pujada al cel, la resurrecció verdadera dels morts (134: 13-14). Acabant la història, les tres pàgines (135: 4-137: 26) finals del text són exhortatòries, instant als seus lectors al penediment sincer, com l'anima ha fet, i a implorar l'ajuda i la pietat de Déu.
A més, l'escriptor de l'exegesi ha inserit cites extenses de gran varietat de textos. De vegades aquestes cites les usa per avançar en el relat, altres vegades funcionen com a prova o comentari. Entre altres, són utilitzats textos de l'Antic Testament (Jeremies, Gènesi, Ezequiel), i del Nou Testament (I Corintis, Fets dels apòstols, Evangeli segons Lluc, Evangeli segons Mateu….), i també L'Odissea d'Homer. Per l'anàlisi subtil de les cites es pot argumentar que l'escriptor de l'exegesi tenia accés probablement, als textos originals.